# Prix artistique de Bâloise Group
Le prix artistique de Bâloise Group est un prix attribué depuis 1999 par la Bâloise Assurances lors de la foire d'art contemporain Art Basel. 
Chacun des deux lauréats reçoit la somme de 30 000 francs. Le sponsor achète en outre des œuvres aux artistes primés et les offre à deux grands musées européens: le MUMOK de Vienne et la Kunsthalle de Hambourg.

## Lauréats
- 1999 - Laura Owens, Matthew Ritchie
- 2000 - Jeroen de Rijke/Willem de Rooij, Navin Rawanchaikul
- 2001 - Ross Sinclair, Annika Larsson
- 2002 - Cathy Wilkes, John Pilson
- 2003 - Monika Sosnowska, Saskia Olde Wolbers
- 2004 - Aleksandra Mir, Tino Sehgal
- 2005 - Jim Drain, Ryan Gander
- 2006 - Keren Cytter, Peter Piller
- 2007 - Haegue Yang, Andreas Eriksson
- 2008 - Duncan Campbell, Tris Vonna-Michell
- 2009 - Nina Canell, Geert Goiris
- 2010 -  Claire Hooper, Simon Fujiwara
- 2011 - Ben Rivers, Alejandro Cesarco
- 2012 - Karsten Födinger, Simon Denny
- 2013 - Jenni Tischer, Kemang Wa Lehulere
- 2014 - John Skoog